# Nader Saiedi
Nader Saiedi (*  1955 in Teheran, Iran) 
ist ein iranisch/US-amerikanischer Soziologe und Bahai-Theologe.

## Leben
Saiedi erlangte einen Master of Science in Wirtschaftswissenschaft an der Pahlavi Universität in Schiraz und 1983 einen Ph.D. in Soziologie an der University of Wisconsin–Madison. Er ist Professor für Soziologie am Department of Sociology and Anthropology am Carleton College.

## Werke
Soziologie
- The birth of social theory. Social thought in the Enlightenment and Romanticism. University Press of America, Lanham 1993, ISBN 0-8191-8872-7.

Bahai-Theologie
- Logos and Civilization. Spirit, History and Order in the Writings of Bahá’u’lláh. University Press of Maryland, Bethesda 2000, ISBN 1-883053-63-3.
- Gate of the heart. Understanding the writings of the Báb. Wilfrid Laurier University Press, Waterloo 2008, ISBN 978-1-55458-035-4.